# Romeo Santini
Romeo Santini (Zadar, 1965. – Zadar, 10. svibnja 2008.), hrvatski kantautor. Otac je hrvatskih nogometaša Ivana i Krševana. Autor je popularne pjesme Kamena Dalmacija, jedne od himna navijačke skupine Tornada. Izveo ju je na splitskom festivalu 1997. godine.
Podrijetlom iz Turnja, ali je rođen i odrastao na zadarskim Stanovima. Bio je autor i izvođač brojnih hitova. Uz Kamenu Dalmaciju, tu su Oproštaj s Melodija hrvatskog Jadrana 1998. te Ljeto u gradu, Plačem za njom, Ljubim te i dr. Bolovao je od srca. Noć prije smrti svirao je sa sastavom na Boriku.

## Vanjske poveznice
- Discogs